# No soap

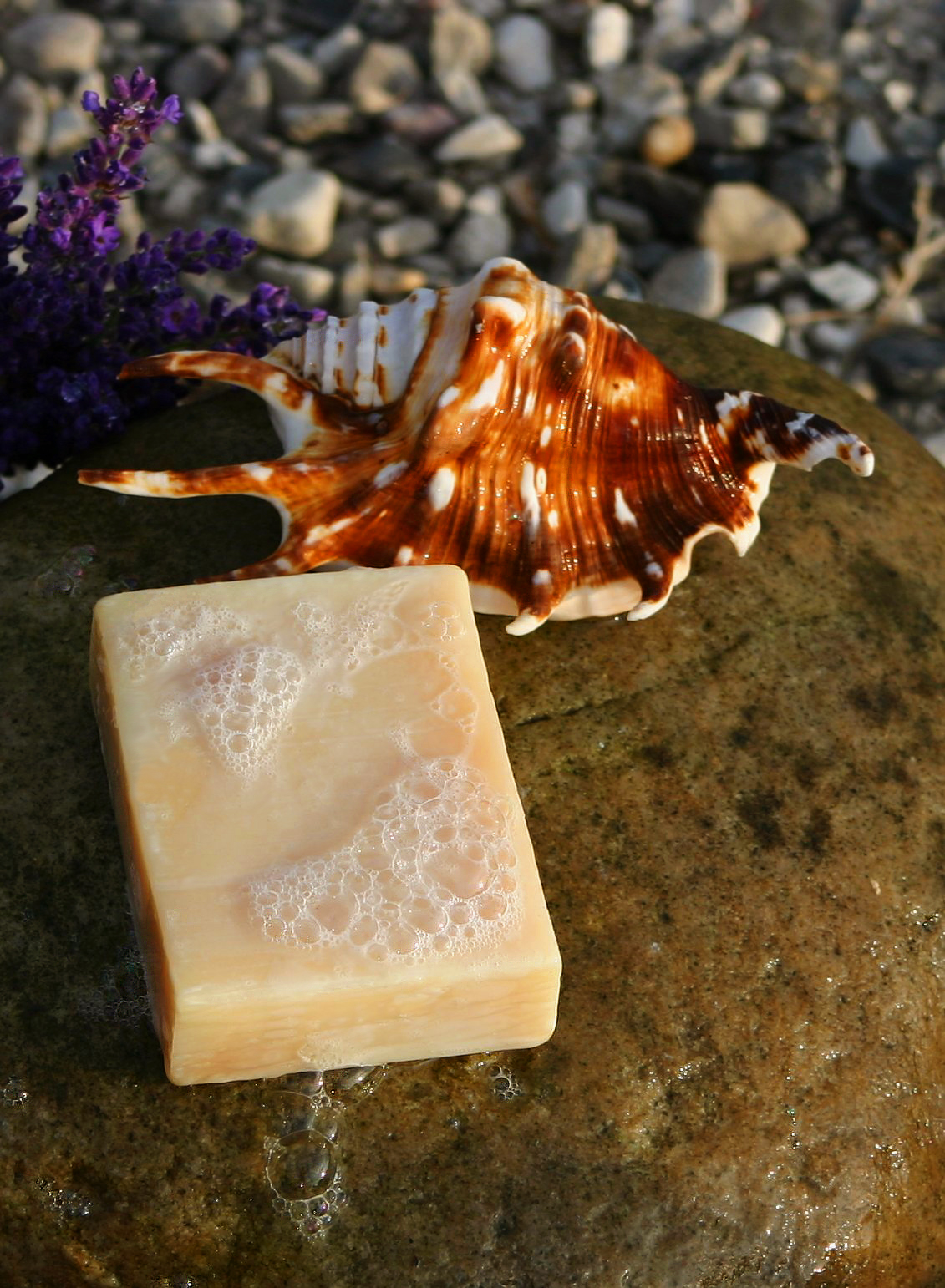
Un pain de savon, représenté dans une imagerie d'exotisme et de nature, sans rapport avec sa nature chimique

La pratique « no soap » (litt. « sans savon ») fait partie d'un mouvement hygiéniste qui vise à réduire ou bannir les produits lavants pour la toilette corporelle. Les no soap affirment que le lavage à l'eau est suffisant pour assurer une hygiène corporelle de qualité, et que l'équilibre bactérien de la peau suffit à éliminer les odeurs corporelles désagréables.
Dans le monde anglo-saxon, on parle de mouvement « no soap no poo », « low poo » ou « water-only ». Dans le monde francophone, les termes consacrés oscillent entre « ceux qui se lavent à l'eau », ou les « sans savon », et on associe la démarche au minimalisme. Le mouvement no soap est voisin du no poo. 
L'un de ses ardents supporteurs, James Hamlin, médecin, chargé de cours à l'Université Yale et chroniqueur pour The Atlantic, insiste pour que le savon soit réservé aux usages médicaux, tels ceux de lavage de main important pour prévenir les épidémies.

## Histoire
Le savon est une invention ancienne (IIIe millénaire av. J.-C. dans les royaumes de Babylone et de Sumer) mais il est utilisé de façon rituelle, thérapeutique, ou pour le traitement des cuirs ou des laines. Les Romains, grands amateurs de soins dermatologiques, ne connaissent pas le savon et ne l'utilisent pas ; ils préfèrent s'oindre d'huiles odorantes et se nettoyer à l'aide de strigiles. L'utilisation courante de savon nait au Moyen Âge (la première grande fabrique française de savons est fondée à Toulon vers 1430) et le XIXe siècle (avec le procédé d'Ernest Solvay en 1865) diminue les couts de production et transforme le savon en un produit de consommation de masse.
Le mouvement des No Soap apparait dans les années 2000. Un documentaire sur le sujet est diffusé en 2007 à la BBC. Des articles de blog sur le sujet sont populaires dès 2009,. Aux États-unis, James Hamlin témoigne en 2016 de sa propre pratique du No Soap, et de la campagne de presse stigmatisante qu'il subit immédiatement. 

## Motivations
Les motivations des no soap sont multiples : faire des économies, refus de la chimie, respect de l'équilibre naturel du corps humain, lutte contre la pollution. 

## Fondement scientifique
La pratique des no soap est fondée sur l'idée d'équilibre du microbiome qui recouvre la peau humaine : une régulation naturelle intervient entre bactéries commensales et pathogènes. Le lavage avec des produits à base de savon, d'antiseptiques voire d'antibiotiques (l'aluminium dans les produits déodorants) perturbe gravement cet équilibre, et favorise la prolifération de colonies bactériennes responsables au mieux de mauvaises odeurs, au pire de pathologies cutanées.
La pratique a émergé dans le mouvement New Age, mais elle est soutenue par certains médecins, qui font des liens entre l'émergence des maladies de la peau (eczéma, psoriasis, acné…) et l'arrivée sur le marché occidental des produits lavants. Une dermatologue allemande explique que le savon modifie le pH de la peau, le rendant trop alcalin, et détruit son film hydrolipidique. Résultat ? « D’un seul coup, des germes que nous n’avons jamais invités se multiplient, et la modification du pH fait qu’il ne peuvent plus être tenus en respect. Ces germes modifient notre odeur corporelle, a priori agréable, et nous voilà partis du côté de chez beurk ! » L’eau en revanche a un pH neutre, et ne dessèche pas l’épiderme. Elle lave tout aussi bien, car la sueur et les cellules mortes sont hydrosolubles et sont emportées par le courant d'eau. Après un lavage sans savon, la peau maintient sa couche lipidique intacte.
Une étude de 2018 montre que des souris porteuses de la bactérie Staphylococcus epidermidis, naturellement présente sur la peau humaine, présentaient moins de cancer de la peau que des souris dépourvues de cette bactérie quand elles étaient exposés aux rayons du soleil, grâce à la production par les bactéries commensales de composés chimiques protecteurs.

## Marché secondaire
Des marques se sont engouffrées dans la perspective d'un marché de consommateurs soucieux du microbiome de leur peau. Elles vendent des produits “probiotiques” contenant des bactéries oxydantes anti-ammoniacales, Nitrosomonas eutropha, un type de micro-organisme qui, selon la marque, est absent de la peau humaine du fait de l’hygiène moderne,.